# La Resurrezione
La Resurrezione (en español, La Resurrección) es una escultura monumental en bronce creada por el artista italiano Pericle Fazzini entre 1970 y 1977. Está ubicada en el centro del escenario de la Sala de Audiencias Pablo VI (también conocida como Sala Nervi) en la Ciudad del Vaticano, y sirve como telón de fondo para las audiencias papales.

## Descripción
La obra representa a Jesucristo en el momento de su Resurrección, emergiendo dramáticamente de un cráter abierto en la tierra. A diferencia de las representaciones tradicionales, Fazzini situó la escena en el Huerto de Getsemaní, y simbolizó la Resurrección como una irrupción de vida desde un paisaje devastado, interpretado por el artista como un cráter producido por una explosión nuclear. La escultura combina elementos de expresión dramática y modernismo, capturando tanto el dolor del sufrimiento humano como la esperanza redentora del cristianismo.

### Dimensiones y materiales
La escultura mide aproximadamente 20 metros de ancho, 7 metros de alto y 3 metros de profundidad, con un peso estimado de 30 toneladas. Está realizada en bronce y latón. Para su creación, Fazzini utilizó una técnica inusual basada en el modelado con poliestireno expandido y herramientas eléctricas, lo cual le permitió esculpir formas dinámicas y texturadas.

### Historia y contexto
Pericle Fazzini inició el proyecto en 1970 por encargo del Vaticano, en conmemoración del 80.º cumpleaños del Papa Pablo VI. El artista trabajó en la iglesia desconsagrada de San Lorenzo in Piscibus, en Roma, donde esculpió el modelo original. La escultura fue inaugurada oficialmente en 1977.
En 2011, la obra fue sometida a un proceso de restauración para preservar su integridad estructural y estética.

## Interpretaciones
"La Resurrezione" ha generado diversas interpretaciones debido a su lenguaje artístico expresionista y su carácter simbólico. Mientras algunos la elogian por su fuerza visual y espiritual, otros han señalado su ruptura con el canon clásico del arte sacro. La representación de Cristo en medio de un cataclismo también ha sido interpretada como una reflexión sobre los horrores del siglo XX, en particular la amenaza de la guerra nuclear.